# Johannes Meinardus Coenen

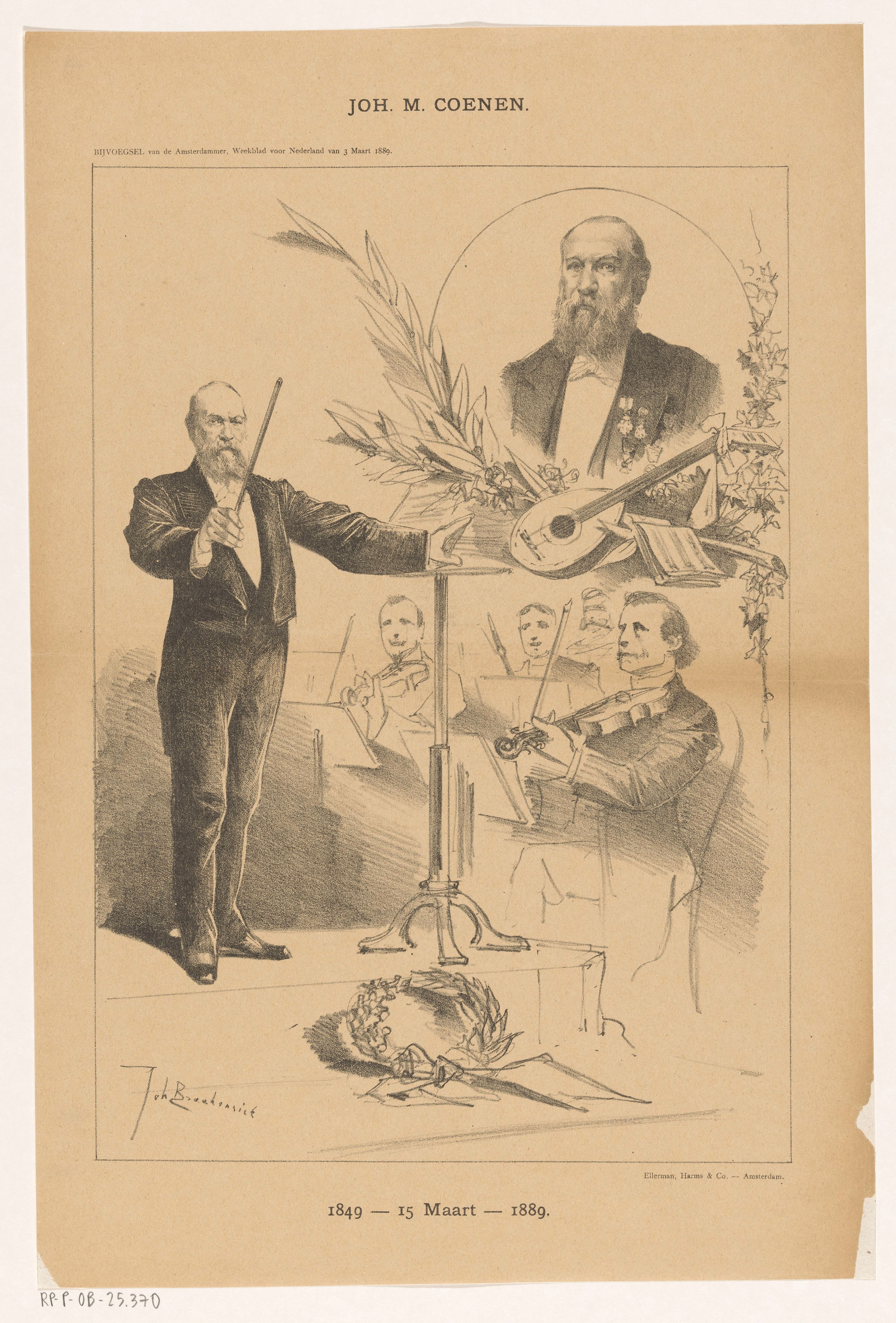
Il·lustració de Johannes Meinardus Coenen.

Johannes Meinardus Coenen, més conegut com a Joh. M. Coenen, (La Haia, 28 de gener de 1824 - Amsterdam, 9 de gener de 1899) va ser un fagotista holandès, director i compositor.
Johannes va néixer en el si d'una família del llavors comerciant, però més tard oficial Cornelis Coenen i Johanna Elisabeth Barnsteen. Va estudiar música en el conservatori de la seva vila natal. El seu germà Cornelis Coenen també va ser músic, mentre que un altre germà, Johannes Willem Frederik Coenen va ser professor de música. Es va casar el març 1853 amb l'artista Christine Ollefen. El 1864 dirigia l'orquestra del Gran Teatre Holandès d'Amsterdam i força temps després la del Palau de la Indústria de la mateixa ciutat.
Notable professor de fagot i compositor dotat d'una gran fecunditat, va compondre nombroses obres, entre les quals destaquen una Sonata per a fagot i piano; sis concerts per a cornetí, corn anglès i clarinet; diverses fantasies; les obertures de Flavio V i del Rei de Bohèmia; les partitures de tres drames; i la gran cantata per a solista, cor i orquestra Oda van Holland op Tessel.
Era cavaller de l'Ordre de la Corona de roure (la seva primera simfonia). Va ser enterrat en Zorgvlied.